# Det kinesiske folks politisk rådgivende konference
Det kinesiske folks politisk rådgivende konference (KFPRK) er et konsultativt politisk organ i Folkerepublikken Kina. Repræsentanterne i konferencen udpeges af Kinas kommunistiske parti, men både partimedlemmer og ikke-medlemmer er repræsenterede i KFPRK, som mødes en gang om året, som regel samtidig med Den Nationale Folkekongres. Konferencens formand er Jia Qinglin.
Konferencen har sit udspring i de forhandlinger som fandt sted mellem kommunistpartiet og Kuomintang efter sejren i 2. kinesisk-japanske krig 1945, da der var et behov for at skabe et bredt folkelig sammenhold mellem forskellige partier. Den første politisk rådgivende konference trådte sammen 11-31. januar 1946, men den kinesiske borgerkrig satte stop for flere møder.
Mellem 1949 og 1954 var KFPRK i praksis Kinas lovgivende forsamling, men med konstitutionen af 1954 blev denne funktion overført til Den nationale folkekongres. Siden da har KFPRK mest haft ceremoniel betydning og primært tjent til at forankre regeringens politik i bredere lag af folket. Blandt andre har den sidste kejser Puyi og Sun Yat-sens enke Song Qingling været medlemmer af konferencen.